# New England
För andra betydelser, se New England (olika betydelser).

En karta över det landområde som avses när man talar om New England.

New England (sv: "Nya England"), är en geografiskt och kulturellt avgränsad region i USA.
Regionens största stad är Boston som är dess affärs- och kulturcentrum. Följande delstater ingår i regionen:
- Connecticut
- Maine
- Massachusetts
- New Hampshire
- Rhode Island
- Vermont

Den del av delstaten New York som ligger öster om Hudsonfloden har ibland ansetts vara en del av New England. Till exempel ingick landsvägarna i östra New York 1920 i New England. Detta indelningssätt är numera ovanligt och anses fel av de flesta invånarna i regionen.
New England är kanske den mest väldefinierade regionen i USA med tanke på dess enhetlighet och gemensamma kulturarv. Norra delen är en landsbygd medan den södra har flera större städer. Så har det alltid sett ut även när området var glesbefolkat. Västra och östra delarna av New England skiljer sig på samma vis, och de västra områdena är inte bara mindre tätortsbebyggda utan invånarna saknar även Boston-dialekten som är karakteristisk för hela New England enligt utomstående. Även om vissa delar av västra New England ligger mycket nära New York tillhör de kulturellt och historiskt sett New England. Detta, trots alla influenser från metropolen New York, gör att New England fortsätter att vara en av de mest väldefinierade kulturella och historiska regionerna i USA.
Tillsammans med området Mid-Atlantic räknas New England till nordöstra regionen av USA.

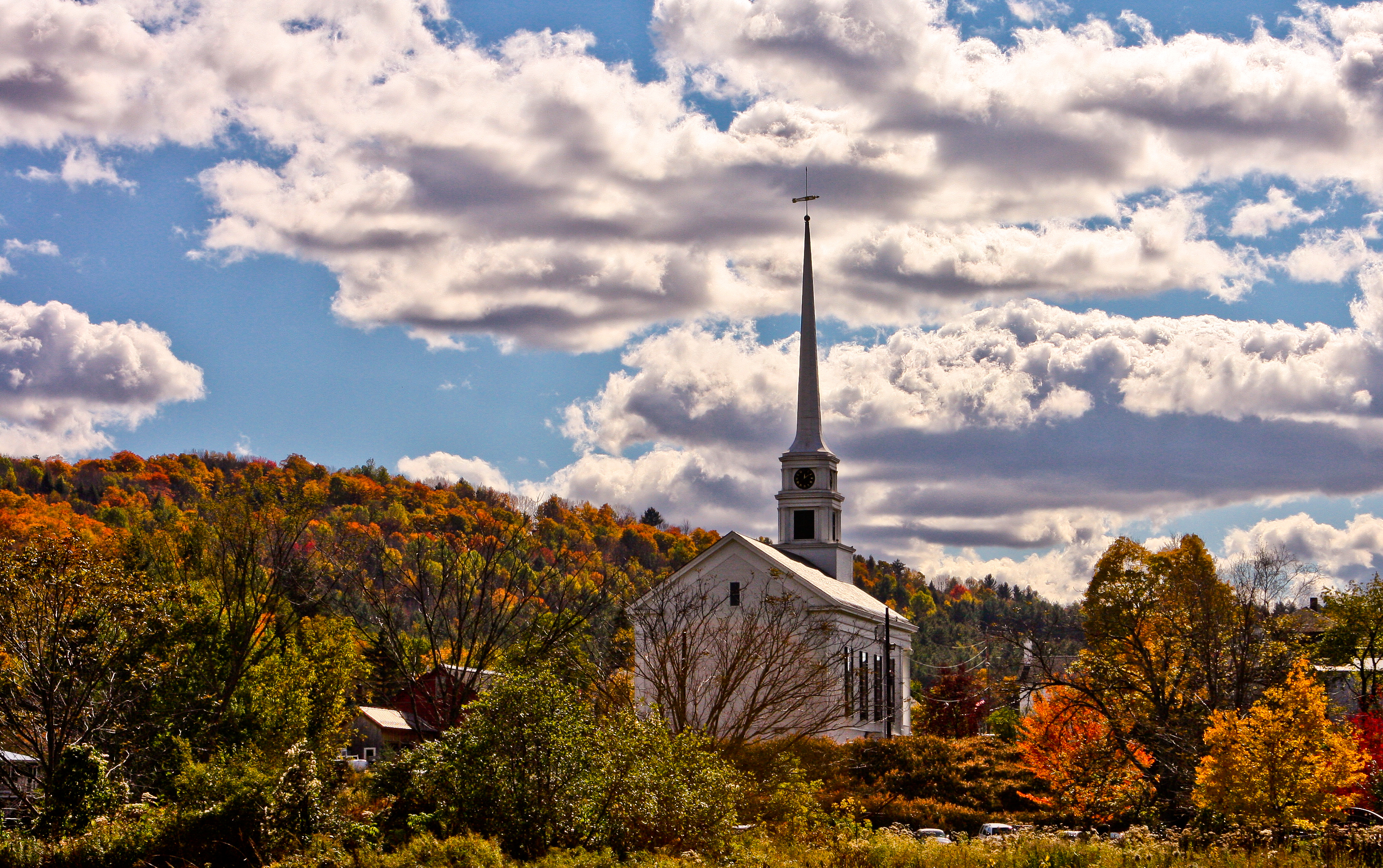
Hösten 2008 i Stowe, Vermont.

New England anses av många vara vackert om hösten, och turister kommer dit för att titta.

## Historia

### New Englands urinvånare
New England har länge varit bebott av Algonkin-talande ursprungsamerikaner, bland annat av Abenaki, Penobscot och Wampanoag, med flera. Under 1400- och 1500-talen kartlades områdets kust av flera européer, som Giovanni da Verrazano, Jacques Cartier och John Cabot. De kallade regionen för Norumbega efter en mytomspunnen stad som sades ligga där.

### Tidig europeisk kolonisering (1610-talet – 1630-talet)

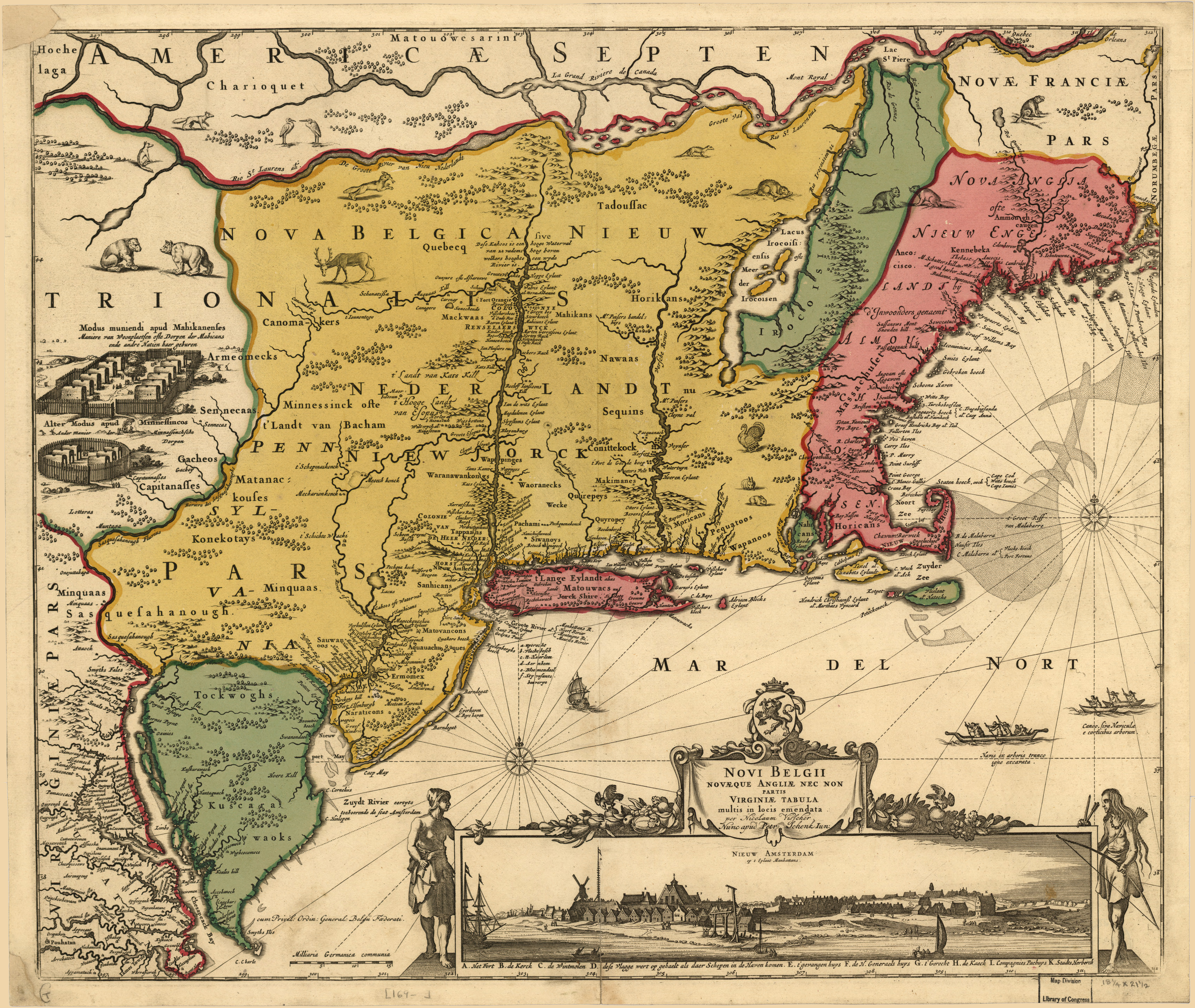
Karta från 1600-talet visar New England som en kustenklav som sträcker sig från Cape Cod till Nya Frankrike med regionerna Nya Belgien, Nya Nederländerna och Irocoisia.

Namnet New England härstammar från den tidiga europeiska koloniseringen då kapten John Smith 1616 beskrev området i en broschyr för "Nya England". Namnet blev 1620 officiellt godtaget av Englands kung Jakob I inför rådet i Plymouth.

### Konfederationen i New England (1630-talet – 1650-talet)
Efter Pequot-kriget 1637 förenades kolonierna i Massachusetts Bay, Plymouth, New Haven och Connecticut i en lös samarbetspakt som kallades för New England-konfederationen. Konfederationen användes för att koordinera gemensamt försvar mot holländarna i kolonin Nya Nederländerna söderut och norrut mot fransmännen i Nya Frankrike; samt även för att upprätthålla återförandet av förrymda slavar.
Konfederationen bestod av ett råd med två delegater från varje koloni. Dock hade den inte någon formell makt utan litade på att varje koloni självmant följde rådets beslut. Under 1650-talet upplöstes konfederationen när Massachusetts Bay-kolonin vägrade att följa rådets beslut angående konflikten med holländarna. Det blodiga indiankriget Kung Filips krig (1675–1676) satte stopp för indianernas inflytande i regionen men hade förödande konsekvenser för kolonierna.

### Nya Englands herravälde (1686–1689)
Englands kung Jakob II oroade sig för att kolonierna blev för självständiga och kungjorde därför 1686 "Nya Englands herravälde" (en: Dominion of New England), som skulle verka som en administrativ union åt alla New Englands kolonier. Två år senare, 1688, togs även de före detta holländska kolonierna New York och New Jersey upp i unionen. Unionen var inte alls omtyckt av koloniernas invånare. 1687 skickade herraväldets guvernör Edmund Andros en beväpnad styrka för att hämta Connecticut-kolonins kungliga fribrev efter att kolonin vägrat följa ett av hans beslut. Enligt legenden gömdes fribrevet i en ek, kallad Charter Oak-trädet. Andros försök att ena koloniernas försvar var mindre lyckat och herraväldet upphörde efter endast tre år då Jakob II avsattes under revolutionen 1689.

### New England i modern tid (1689 och framåt)
Kolonierna förenades inte igen förrän 1776 när de uppgick i Förenade delstaterna. Under 1700- och 1800-talen, och även än i dag, ansågs New England fortfarande vara en mycket utpräglad region av landet. Under 1812 års krig talades det om en utgång från Unionen på grund av att New Englands handelsmän motsatte sig kriget med Storbritannien.
Förutom den kanadensiska provinsen Nova Scotia, "Nya Skottland", är New England den enda nordamerikanska regionen som ärvt sitt namn från de brittiska öarnas kungariken. New England har bevarat sin regionala karaktär, speciellt dess historiska platser. Regionens namn är en påminnelse om det förgångna, då flera engelsk-amerikaner har migrerat västerut.
I september 1938 härjade en svår orkan i östra Nordamerika, och drabbade framför allt New England.

## Politik
De tidiga europeiska bosättarna i New England var förföljda engelska protestanter. Det hindrade inte dem från att grunda kolonier där religion var extremt lagstyrt och de som avvek från den vedertagna läran blev i hög grad förföljda.[källa behövs]
I dag är Demokraterna det dominerande partiet i området.

### Stadsråd i New England
Stadsråd hölls av kyrkans ledare och var en viktig del styret och är det än i dag i städer och samhällen i New England. Vid dessa råd eller möten har alla stadens invånare möjlighet att diskutera spörsmål och rösta om dem. Detta är den mest raka och tydliga användande av demokrati i USA i dag.

### New England och politiska idéer
Under kolonialtiden och i början av republiktiden anslöt sig ledare som John Hancock, John Adams och Samuel Adams med ledarna i Philadelphia och Virginia för att leda landet. Vid amerikanska inbördeskriget slöt New England och mellanvästern samman mot slaveriet vilket till slut ledde till att det avskaffades i USA.
En av New Englands mest karakteristiska tänkare, Henry David Thoreau, talade för civil olydnad och libertarianism med synliga anarkistiska tendenser. Under 1800-talet ledde New England övriga landet i avskaffandet av dödsstraff för brott som stöld och inbrott. Regionen förblev under 1900-talet en källa till politiskt tänkande och intellektuell hets i nationen, och blev ledande inom frågor rörande medborgerliga rättigheter angående homosexuella äktenskap och partnerskap. Vermont var den första delstaten som enligt lag tillät par med samma kön att ingå partnerskap och Massachusetts den första delstaten som tillät giftermål mellan par av samma kön. Från och med 2005 tillåter även Connecticut partnerskap för homosexuella par.
Även om regionen är mest känd för sin liberala syn har den fortfarande en historia som liknar resterande regioner i landet. Puritanska New England var i och för sig mycket intolerant mot alla former av avvikelse från den vedertagna sociala normen. Argument mot slaveriet var till en början inte av moralisk natur utan av ekonomiska skäl eftersom det var dyrt att äga slavar. Under medborgarrättseran agerade Boston för att få slut på de allmänna skolornas segregation. Förutom nämnda exempel är regionen fortfarande känd som en av de mer liberala regionerna i USA.

### Nutida politik i New England
Under större delen av 1900-talet var stora delar av New England ett starkt fäste för republikanerna, som här oftast företräddes av moderata eller liberala politiker. När de två stora partierna under slutet av 1900-talet och början av 2000-talet blev mer ideologiskt enhetliga kom dock demokraterna att kraftigt stärka sin ställning i regionen. George W. Bushs seger i New Hampshire i presidentvalet 2000 är (2022) det senaste tillfället då en New England-delstat röstat för den republikanska kandidaten i ett presidentval. Dock väljer delstaterna fortfarande ofta republikanska guvernörer, som Mitt Romney (guvernör i Massachusetts 2003–2007) och Paul LePage (guvernör i Maine 2011–2019).
New Hampshire och Connecticut är de enda delstaterna i New England där dödsstraffet fortfarande används. New Hampshire har för tillfället ingen som inväntar ett dödsstraff och senast någon avrättades i delstaten var 1939. Connecticut genomförde en avrättning 2005 vilken var den första på 45 år i delstatens historia.

## Religion
Det tidiga New England dominerades av brittiska protestanter, i synnerhet kongregationalister. Dessa satte en stark prägel på samhällena och kulturen i New England (jfr puritanism) Efterhand så har stora grupper av katoliker invandrat och bosatt sig i storstadsområdena i Connecticut, Rhode Island och Massachusetts, vilket har gjort New England till ett av de mest katolska områdena i USA. Samtidigt har de protestantiska samfunden blivit mer liberala, och förlorat mycket av sin tidigare starka ställning. Traditionellt har protestantismen förknippats mycket med det politiska och ekonomiska etablissemanget. De norra delarna av New England är förhållandevis okyrkligt. Så kallade evangelikala kyrkor har i dag en svagare ställning i New England än i någon annan region i USA. I detta avseende kan New England sägas vara motsatsen till det s.k. bibelbältet i sydstaterna.

## Utbildning

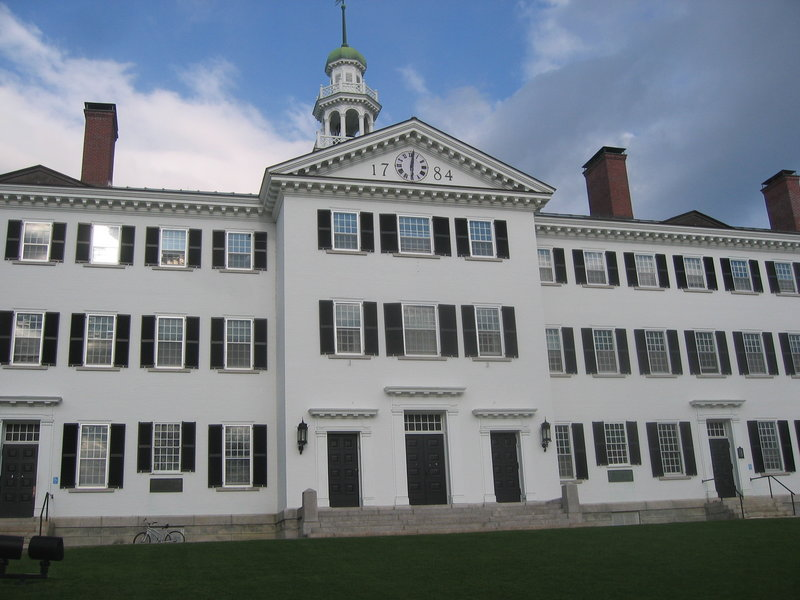
Dartmouth Hall är en byggnad i Dartmouth College i Hanover, New Hampshire. Dartmouth College ingår i Ivy League. I New England finns fyra av de åtta privata universitet som ingår i Ivy League.

### Universitet
I New England finns några av USA:s äldsta och mest kända institutioner för högre utbildning, bland annat:
- Harvard University
- Yale University
- Massachusetts Institute of Technology
- Brown University
- Dartmouth College
- Amherst College
- Williams College
- Wesleyan University
- Bowdoin College
- Bates College
- Middlebury College
- Wellesley College
- Babson College
- Smith College
- Tufts University
- Boston College
- Boston University
- Brandeis University
- Trinity College

USA:s första universitet, Harvard, grundades 1636 i Cambridge, Massachusetts. Några av de första utexaminerade från universitetet bosatte sig i regionen efter studietiden och blev en värdefull resurs för den.

### Allmänna och privata skolor
Flera av New Englands delstater ger mer pengar än landet i övrigt till studenter och allmänna skolor. Till exempel har Massachusetts och Connecticut några av de högst ansedda allmänna skolorna i USA. Massachusetts anses ha den mest välutbildade befolkningen i landet.
I New England finns även flera av USA:s mest framstående privata skolor, till exempel Roxbury Latin School och Phillips Academy i Massachusetts; St. Paul's School och Phillips Exeter Academy i New Hampshire; och Hotchkiss School i Connecticut. I USA är New England känt som en region med elitinternatskolor.
Kulturellt anses utbildning som något mycket viktigt, speciellt i de tätbefolkade delstaterna Massachusetts, Connecticut och Rhode Island.

## Befolkning
År 1910 bodde 6 552 681 människor i New England. I dag uppgår befolkningen till 13 922 517. Om New England var en delstat skulle den rankas som den femte befolkningstätaste regionen i landet, strax efter Florida. Regionens yta (181 440 km²) skulle då rankas som den 20:e största, efter North Dakota.

### New Englands tätorter

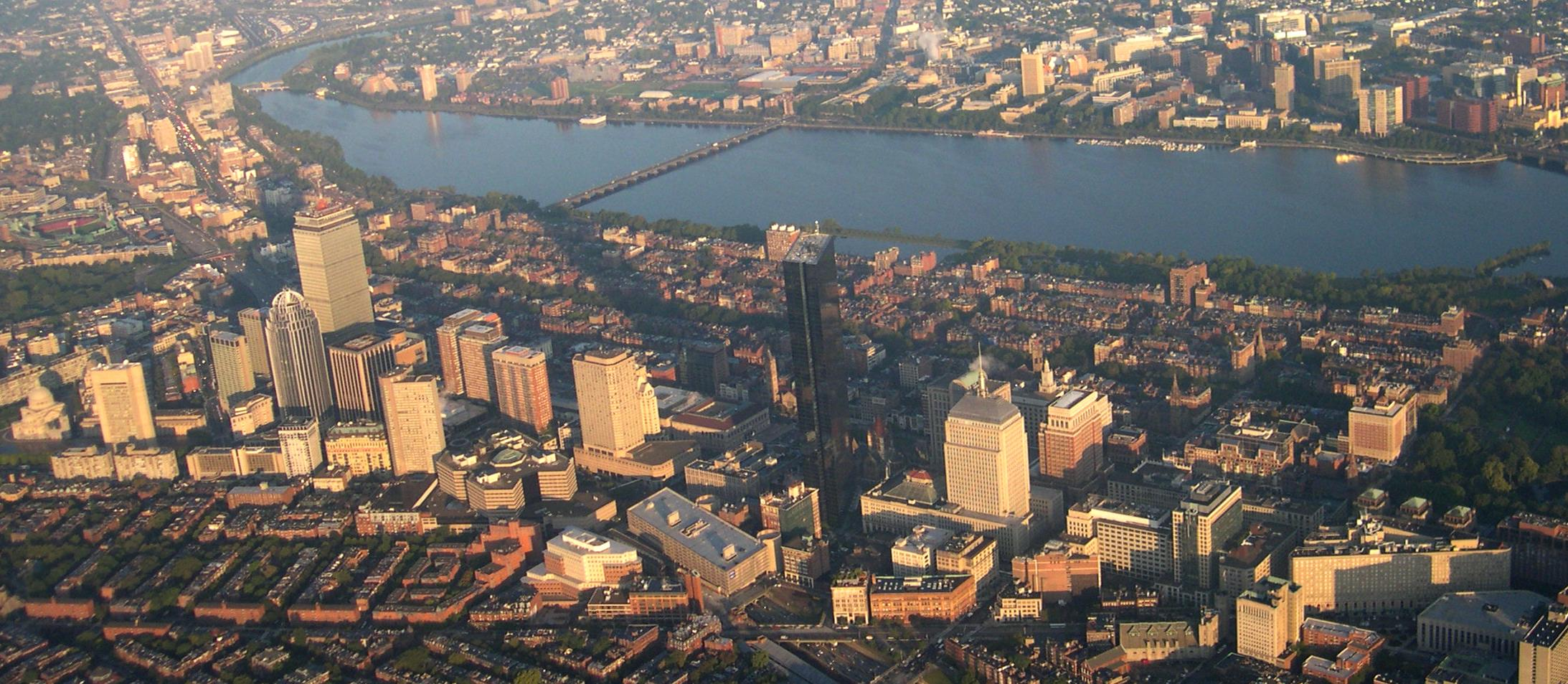
Boston anses vara den kulturella och historiska huvudstaden i New England. Här är en flygbild av Bostons Back Bay-område med Cambridge på den norra sidan av Charlesfloden.

Det största städerna i New England är:
- Boston (med omnejd): ca 5 800 000
  - Boston: 589 141
  - Cambridge: 101 355
  - Lynn: 88 025
  - Quincy: 88 025
  - Newton: 83 829
  - Brookline: 57 107
- Providence: 173 618
- Worcester: 172 648
- Springfield: 152 082
- Hartford: 141 578
- Bridgeport: 139 529
- New Haven: 123 626
- Stamford: 117 083
- Waterbury: 107 271
- Manchester: 107 006
- Lowell: 105 167

### Regionell terminologi
En person från New England kallas för New Englander på engelska, och ibland även för Yankee (ungefär "jänkare" på svenska). Ordet yankee har på senare tid blivit synonymt med personer från nordöstra USA.

## Kultur

### Mainstream-kultur i New England
Family Guy, som är en populär tecknad serie av Seth MacFarlane, ironiserar över östra New Englands kultur. Peter Griffin, bosatt i den fiktiva förorten Quahog till Providence, Rhode Island, är en typisk invånare i New Englands tätorter, speciellt hans högljudda, skrovliga och aggressiva attityd och sätt sammankopplas ofta med den typiska arbetarklassens Bostonbo.

## Professionell sport
Lista över professionella sportklubbar i större ligor i New England:
- Boston Bruins, NHL, ishockey
- Boston Celtics, NBA, basket
- Boston Red Sox, MLB, baseboll
- New England Revolution, MLS, fotboll
- New England Patriots, NFL, amerikansk fotboll

### Fotnoter
1. ↑  ”New England's Fall Foliage”. Discover New England. Arkiverad från originalet den 16 augusti 2007. https://web.archive.org/web/20070816025748/http://www.discovernewengland.org/foliage/index.shtml. Läst 28 maj 2011.